# Porsche 935
La Porsche 935 est une voiture de course du constructeur allemand Porsche conçue pour participer au championnat du monde Silhouettes 1976 ouvert aux véhicules du Groupe 5.

## Présentation

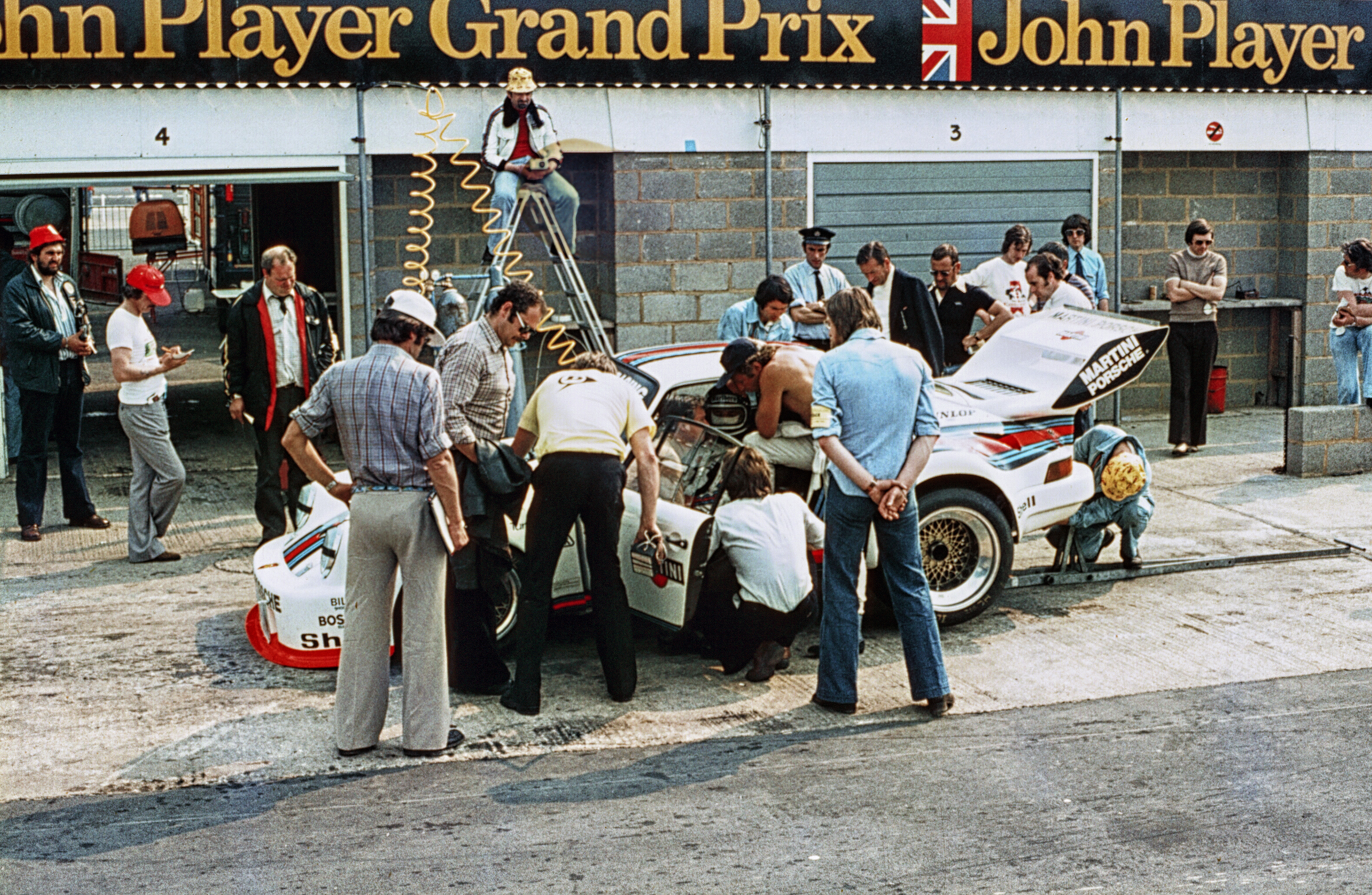
Jochen Mass en 1976 dans les stands pour le Martini Racing, lors des 6 Heures de Silverstone.

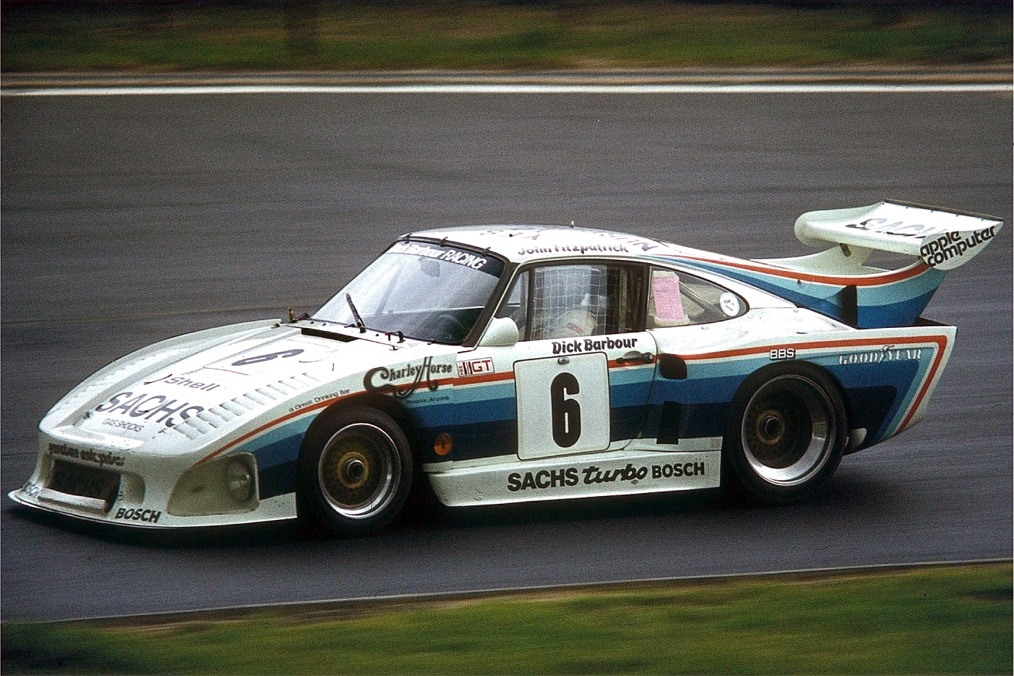
Porsche 935 K3 sur le circuit de Nürburgring en 1980.

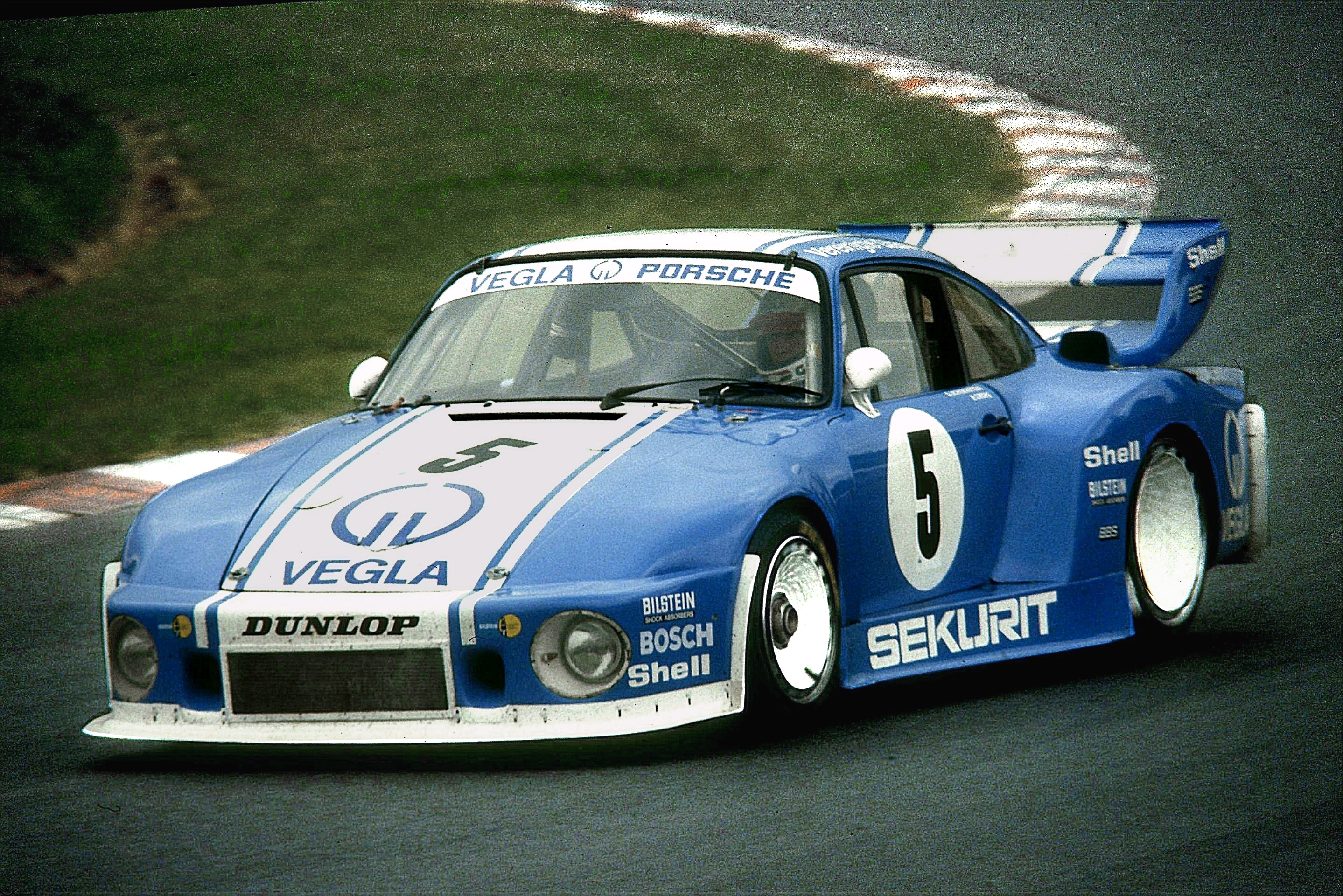
Porsche 935 lors de l'entraînement pour la course des 1000 kilomètres du Nürburgring, piloté par Harald Grohs en 1980.

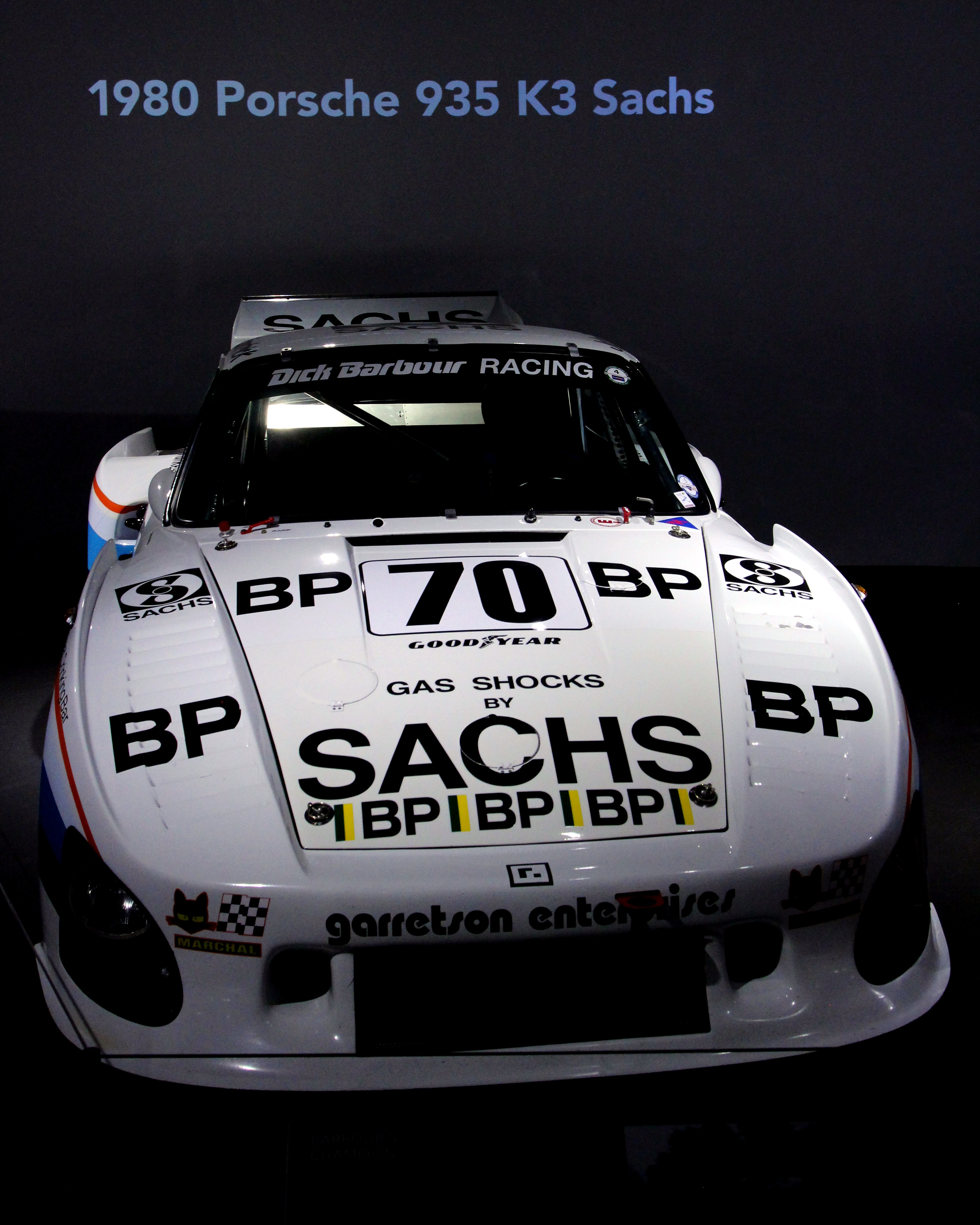
Porsche 935 K3 Sachs de 1980 au musée automobile Petersen (Los Angeles).

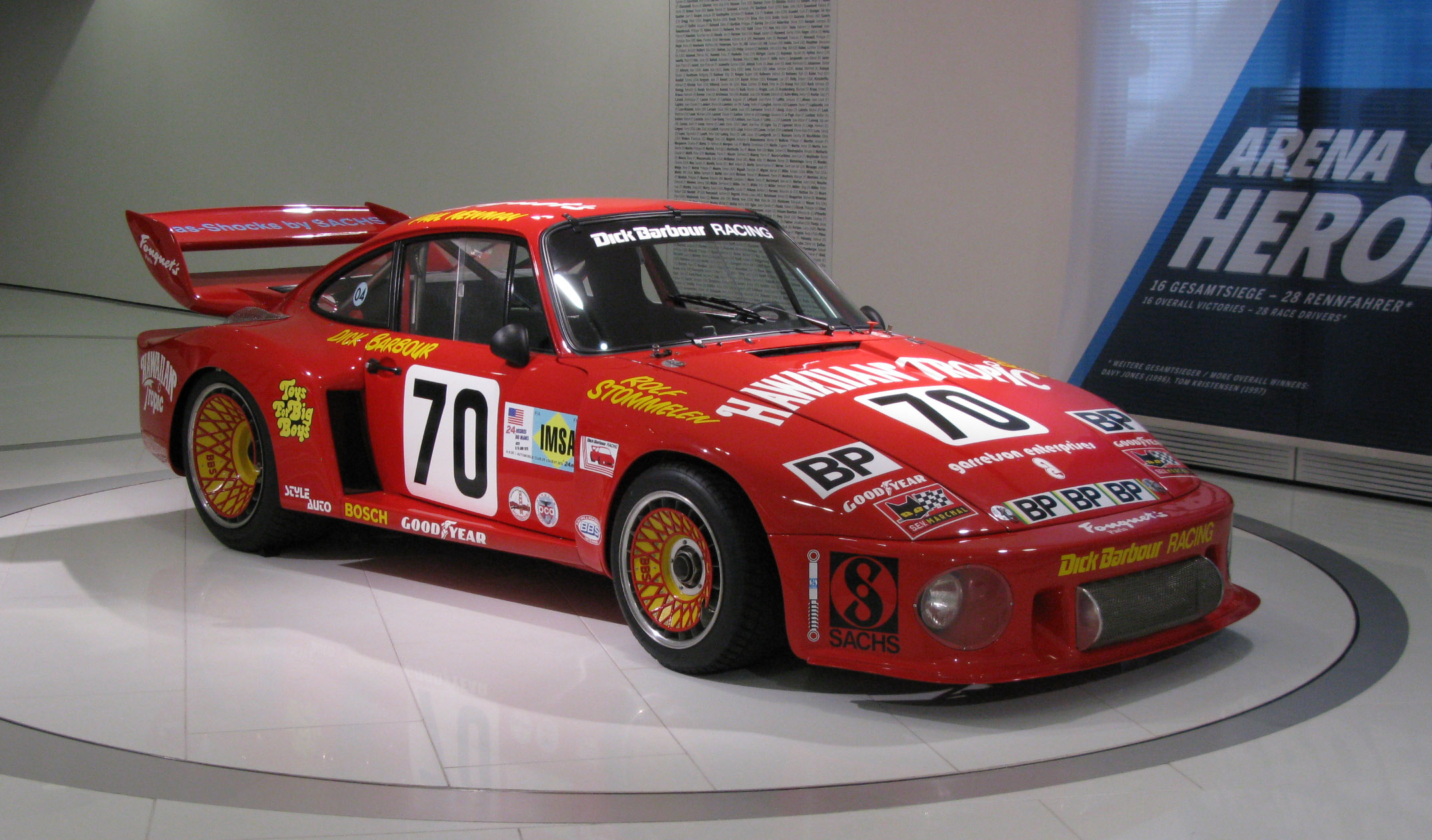
La 935 du Dick Barbour Racing avec laquelle Paul Newman participa aux 24 heures du Mans et obtint la 2e place en 1979.

La 935 dérive du modèle routier 911. Elle en reprend la cellule centrale mais possède des voies très élargies, une carrosserie aux ailes renflées et un capot arrière surmonté d'un impressionnant aileron. Point surprenant pour une voiture de course si puissante (600 ch en moyenne), elle ne dispose que d'une boîte de vitesses à 4 rapports ; en effet, le couple trop important du moteur turbo aurait détruit une boîte 5 (le problème a aussi été rencontré sur la première 911 turbo).
Après la deuxième épreuve à Vallelunga (Italie), son capot avant devient plat et les phares emblématiques de la 911 sont déplacés dans le bouclier avant pour améliorer l'appui aérodynamique. L'usine modifiera encore sa silhouette en 1977.
En 1978 Porsche reverra sa copie en mettant au point l'ultime version de la 935, la fameuse Moby Dick (935-78), celle-ci se différenciait d'une 935 « de base » par l'adoption d'un châssis tubulaire en aluminium et deux turbos qui lui permettent de développer jusqu'à 850 ch. Cette année-là Porsche passera la main aux préparateurs privés. C'est aux mains de l'un d'eux (Kremer Racing) que la Porsche 935 remportera les 24 Heures du Mans 1979.
En 1977, l'usine sort une variante 2,0 L, la 935 Baby pour concurrencer BMW, car le championnat allemand moins de 2 litres était plus médiatisé que le Groupe 5. Cette voiture participera à deux courses au Norisring et à Hockenheim, et remportera la deuxième.
L'extraordinaire longévité de la 935 lui permettra de remporter d'innombrables victoires sur tous les circuits du monde jusqu'en 1984 (victoire aux 12 Heures de Sebring du Joest Racing).
Cette longévité permettra à la 935 de continuer sa carrière jusqu'à nos jours en courses de côte.
En septembre 2018, à l'occasion du 70e anniversaire de la marque, Porsche lance une série limitée de 77 exemplaires de la Porsche 935 produit en 2019 sur la base de la 911 GT2 RS type 991.

## Palmarès

### Principaux titres
- Championnat du monde des marques (constructeurs Sport) : 1976, 1978, et 1979 -avec la 911 Carrera RSR- (Ickx, Mass, Stommelen, Wollek, Pescarolo, Fitzpatrick, Schurti, les frères Whittington…) ;
- DRM : 1977 et 1979 (Rolf Stommelen et Klaus Ludwig) ;
- Championnat d'Europe de la montagne (Racing Cars) : 1978, 1979 et 1980 (Jean-Marie Alméras) ;
- Championnat de Belgique des voitures de tourisme : 1978 (Claude Bourgoignie) ;
- Trans-Am Series 2 L : 1979 (John Paul Sr.) ;
- Championnat IMSA GT GTP : 1982 (John Paul Jr.) ;
- Championnat d'Australie GT (en) : 1982 et 1983.

### Victoires en endurance
(48 succès en 9 saisons, en SWC, IMSA GT, ou Challenge mondial - 7 victoires de 24 Heures)
- 1976 (4) :
  - 6 Heures de Mugello ;
  - 6 Heures de Vallelunga ;
  - 6 Heures de Watkins Glen.

- 1977 (7) :
  - 6 Heures de Mugello ;
  - 6 Heures de Silverstone ;
  - 1 000 kilomètres du Nürburgring ;
  - 6 Heures de Watkins Glen ;
  - 6 Heures de Brands Hatch ;
  - 6 Heures d'Hockenheim ;
  - 6 Heures de Vallelunga.

- 1978 (10) :
  - 24 Heures de Daytona ;
  - 12 Heures de Sebring ;
  - 6 Heures de Mugello ;
  - 6 Heures de Talladega ;
  - 6 Heures de Dijon ;
  - 6 Heures de Silverstone ;
  - 1 000 kilomètres du Nürburgring ;
  - 6 Heures de Misano ;
  - 6 Heures de Watkins Glen ;
  - 6 Heures de Vallelunga.

- 1979 (9 - « triple couronne » d'endurance anglo-saxonne) : 
  - 24 Heures de Daytona ;
  - 12 Heures de Sebring ;
  - 6 Heures de Mugello ;
  - 6 Heures de Riverside ;
  - 6 Heures de Silverstone ;
  - 1 000 kilomètres du Nürburgring ;
  - 24 Heures du Mans ;
  - 6 Heures de Watkins Glen (4e victoire consécutive) ;
  - 6 Heures du Salvador (Challenge mondial des pilotes d'endurance).

- 1980 (4) :
  - 24 Heures de Daytona ;
  - 12 Heures de Sebring ;
  - 6 Heures de Mosport ;
  - 1 000 kilomètres de Dijon.

- 1981 (6) :
  - 24 Heures de Daytona ;
  - 12 Heures de Sebring ;
  - 6 Heures de Riverside ;
  - 1 000 kilomètres de Monza ;
  - 6 Heures de Silverstone (4e victoire) ;
  - 1 000 kilomètres de Suzuka.

- 1982 (4) :
  - 24 Heures de Daytona ;
  - 12 Heures de Sebring ;
  - 6 Heures de Mosport ;
  - 6 Heures Mid-Ohio.

- 1983 (3) :
  - 24 Heures de Daytona (6e victoire consécutive) ;
  - 12 Heures de Sebring ;
  - 6 Heures de Riverside.

- 1984 (1) :
  - 12 Heures de Sebring (7e victoire consécutive).